# Białogard
Białogard [bʲawˈɔgart] (fil), tyska: Belgard an der Persante, är en stad i nordvästra Polen och huvudorten i distriktet Powiat białogardzki i Västpommerns vojvodskap. Staden utgör en egen stadskommun (gmina miejska) administrativt och är självständig från den omgivande landskommunen med samma namn, Gmina Białogard. Staden Białogard har 24 794 invånare (2012).

## Geografi
Białogard ligger i Västpommerns vojvodskap i det historiska landskapet Hinterpommern,  vid floden Parsęta, 25 km sydost om Kołobrzeg och 25 km sydväst om Koszalin. Närmaste storstad är Szczecin, omkring 150 km åt sydväst.

## Historia
Det finns arkeologiska spår av västslaviska bosättningar i området från omkring 500-talet och under 700-talet uppfördes en befästning här av pomoranerna. Namnet Białogard betyder ungefär "vita borgen" och syftar på en slavisk träbefästning på platsen under tidig medeltid.
Staden låg i gränstrakten mellan Polen och Pommern och erövrades av Polen flera gånger under 1000-talet och början av 1100-talet. Den var under denna tid en viktig handelsstad för bland annat handel med salt från Koszalin längs med floden Parsęta.  Historikern Gallus Anonymus omnämner i början av 1100-talet staden som en rik bosättning och en viktig befästning. Under 1100-talet kom området under Pommerns kontroll och blev ett viktigt säte för de pommerska hertigarna. Från 1181 erkände Pommern den tysk-romerske kejsaren som länsherre. Hertigarna av Pommern uppmuntrade tyska bosättare att slå sig ned i området och 1299 gavs staden lybsk stadsrätt, 1307 stapelrätt.
Staden blomstrade ekonomiskt under 1500-talet. Reformationen infördes i Pommern 1534 och stadens borgare blev officiellt protestanter.
Trettioåriga kriget var förödande för staden, som förlorade omkring halva sin befolkning genom krig och pestepidemier. I Westfaliska freden 1648 tillföll staden Brandenburg-Preussen, från 1701 kungadömet Preussen.
Under preussiskt styre tillhörde orten från 1816 administrativt regeringsområdet Köslin i den preussiska provinsen Pommern. Staden växte under andra halvan av 1800-talet och 1900-talet genom industrialiseringen och anslutningen till järnvägsnätet 1858. Från 1871 blev den tillsammans med Preussen en del av det Tyska kejsardömet. 
Under Weimarrepubliken var orten politiskt ett nationalkonservativt fäste och jordägare från trakten deltog i Kappkuppen. NSDAP uppnådde 61,8 % av rösterna i staden i riksdagsvalet 1933.
Under andra världskriget fick staden under de första krigsåren ta emot flyktingar från Ruhrområdet, sedermera även krigsfångar från östfronten och flyktingar från Ostpreussen. Staden intogs av Röda armén 4-5 mars 1945. Efter andra världskriget tillföll staden Polen i enlighet med Potsdamöverenskommelsen och den tyskspråkiga delen av befolkningen, som huvudsakligen stannat i staden fram till ockupationen, tvångsförflyttades nu väster om Oder-Neisselinjen. Staden tappade en stor andel av sin befolkning men återbefolkades gradvis av inflyttade polsktalande nybyggare från de östra gränsområdena mot Sovjetunionen samt södra och centrala Polen. Sedan 1945 bär staden officiellt det polska namnet Białogard.

## Kommunikationer

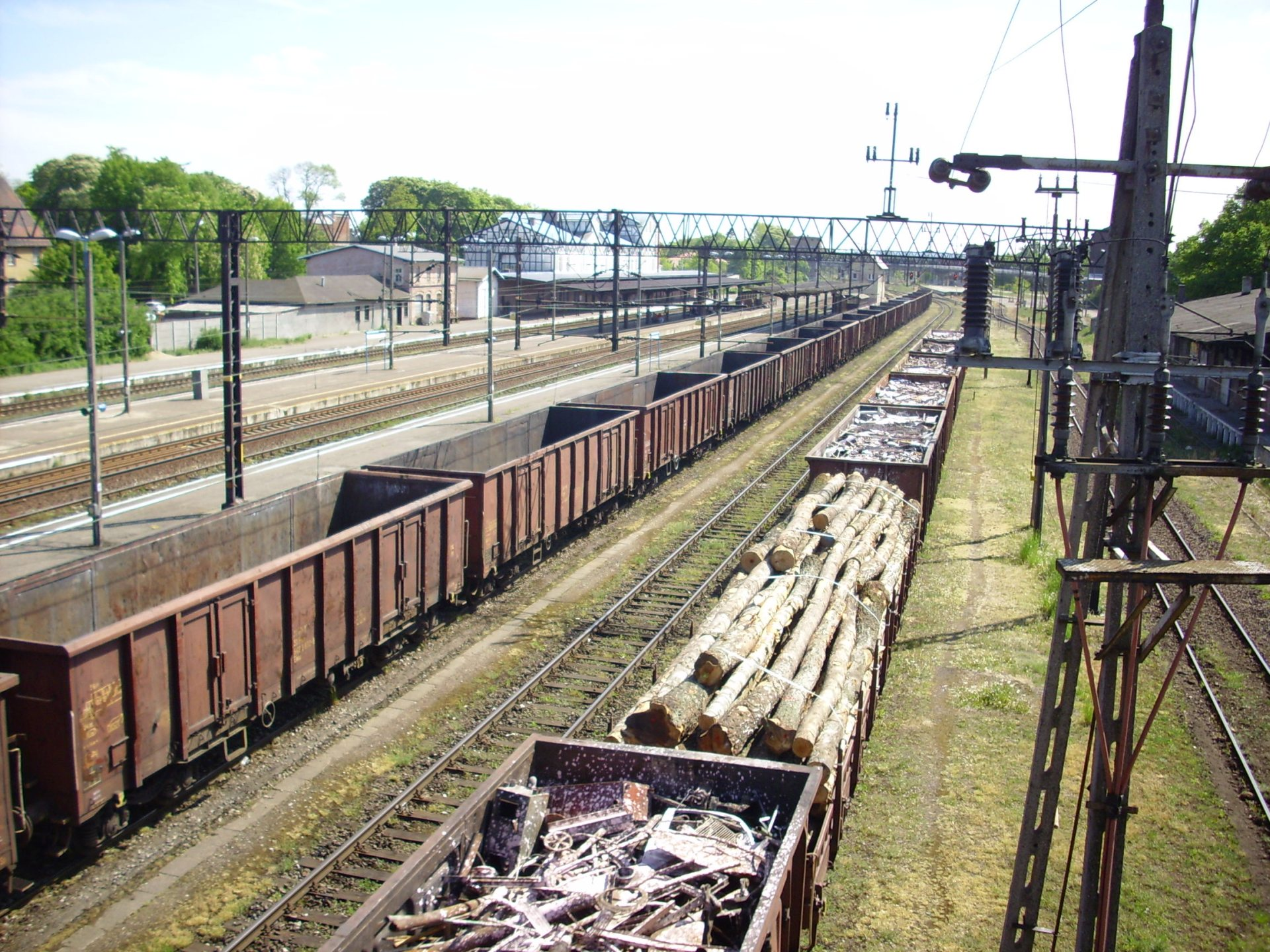
Järnvägsstationen

Staden är en viktig järnvägsknut i Pommern. I staden korsas järnvägslinjerna Stargard Szczeciński - Gdańsk och Szczecinek - Kołobrzeg. 
Staden är ansluten till vägnätet genom de regionala vägarna DW 163 (Kołobrzeg - Wałcz) och DW 166 (Żelimucha - Białogard).

## Kända invånare

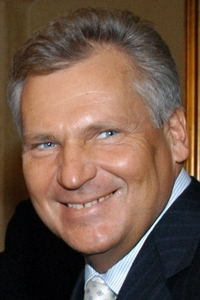
Aleksander Kwaśniewski

- Maximilian Karl Friedrich Wilhelm Grävell (1781-1860), tysk konservativ politiker och jurist.
- Ludwig Ferdinand Hesse (1795-1876), tysk arkitekt, byggmästare och konstnär.
- Anna Maria Komorowska (född 1946), polsk grevinna, mor till drottning Mathilde av Belgien.
- Aleksander Kwaśniewski (född 1954), Polens president 1995-2005.
- Ewald von Massow (1869-1942), tysk nazistisk general, ämbetsman och SS-Gruppenführer.
- Hans Martin Schaller (1923-2005), tysk medeltidshistoriker.
- Leonore Siegele-Wenschkewitz (1944-1999), tysk kyrkohistoriker.
- Joachim Utech (1889-1960), skulptör.